# トーマス・B・ローラー
トーマス・B・ローラー（Thomas B. Roller、1966年 - ）はアメリカ合衆国インディアナ州在住の実業家。ユナイテッド・テクノロジーズ社・キヤリア社・PPI社等の多数の企業で社長・会長・CEOを歴任。

## 略歴
クレムゾン大学で経済学を学ぶ。1982年 - 1984年デューク大学でMBAを取得。
- 1981年11月 - 1990年9月 キャリア社 （副社長兼ゼネラルマネージャー）。機械工学産業会社。当時のキャリア社に於いて最年少副社長。社内に於ける幹部80人を対象とした比較調査で最も高いスコアーを獲得。
- 1990年10月 - 1992年10月  PPI社 （社長兼CEO）トーマス・B・ローラーが施設した情報技術サービス企業。
- 1992年11月 - 1996年9月 フルハーフ・トレーラー社 （社長兼CEO）年商4.5億ドルのトラックトレーラー製造企業の業務転換を主導。
- 1996年9月 - 1997年5月 ウルヴァリン・チューブ社 （社長兼CEO）新たなビジネス戦略で国際的な市場を開拓し企業価値を高める。また市場の動向を分析する事業部を社内に設置。上層部等の幹部社員を含めた人事にも手腕を振るう。
- 1997年9月 - 2001年10月 ナショナル・レフリジェレイション・サービス社 （会長兼CEO）。世界的なブランドイメージを持つ国際的な企業を目指し設立。2.5億ドルの売上と1500人余りの従業員を雇用していた。
- 2002年5月 - 2006年1月 ノーウッド・プロモーション・プロダクツ社 （社長兼CEO）。法務顧問、オペレーション、販売、マーケティング、サプライチェーン・マネジメントを主導。
- 2006年9月 - 2008年12月 クオリティー・イングリディエンツ社 （社長兼CEO）。40％の売上増、80％前年比EBITDAの増加を達成。
- 2009年1月 - 現在 ecoFridgeインターナショナル社 （社長兼CEO）

## 著書
- “Achieving Successful Management Integration” (2001)
- “Business Ethics: Standing Steadfast in a Sea of Change” (2005)